# Ghiacciaio Divdyadovo
Il ghiacciaio Divdyadovo è un ghiacciaio lungo circa 8 km e largo 3, situato sulla costa di Zumberge, nella parte occidentale della Terra di Ellsworth, in Antartide. In particolare, il ghiacciaio, il cui punto più alto si trova a circa 1.000 m s.l.m., scorre lungo il versante orientale della dorsale Sentinella, nelle Montagne di Ellsworth, fluendo dapprima in direzione nord-est lungo il fianco settentrionale del picco Ruset, nelle cime Petvar, e poi svoltando, a nord di questo, per scorrere in direzione est-sud-est fino ad entrare nel flusso di ghiaccio Rutford.

## Storia
Il ghiacciaio è stato così battezzato dalla Commissione bulgara per i toponimi antartici in onore del villaggio di Divdyadovo, nella Bulgaria nord-orientale. 